# Sagas de los islandeses
Las sagas de los islandeses o sagas islandesas (en islandés, Íslendingasögur), también sagas de familia, son sagas que describen en su mayoría eventos que ocurrieron durante el poblamiento de Islandia durante los siglos X y comienzos del XI. Son las más antiguas expresiones de la literatura de Islandia.
Se escribieron en los siglos XIII, XIV y XV,y se centran en la historia, especialmente en la genealogía e historia familiar, de los ancestros colonos. Reflejan además las luchas y conflictos de las sociedades de las segundas y terceras generaciones de colonos islandeses. Preserva por ende una gran cantidad de información social y cultural de las comunidades que las produjeron. Entre los hechos que recogen se encuentra la cristianización de la isla.
Apreciadas como documentos de la literatura mundial, algunos de sus textos son reconocidos por sus grandes cualidades artísticas, como lo son en particular la Saga de Njál, la Saga de Hrafnkell y la Saga de Laxdœla.
La mayoría son textos anónimos. Se cree que, sin embargo, Snorri Sturluson escribió la Saga de Egil Skallagrímson, sobre el poeta homónimo Egil Skallagrímson, de quien sería descendiente. Otros textos sobre poetas son la Saga de Kormák y la Saga de Bjarnar. La Saga de Grettir pertenece a las sagas de proscritos, aunque es probable que el protagonista sea ficticio. La edición estándar moderna de las sagas islandesas se editó y publicó bajo el apelativo Íslenzk Fornrit.
Algunas sagas son fundamentales para entender hechos históricos de gran importancia de la historia de Islandia e incluso de la humanidad, como lo es la colonización vikinga en América. Ese es el caso de la Saga de Erik el Rojo y de la Saga Grœnlendinga.

## Lista de las sagas de los islandeses
Las siguientes son las sagas islandesas, clasificadas por subgéneros:

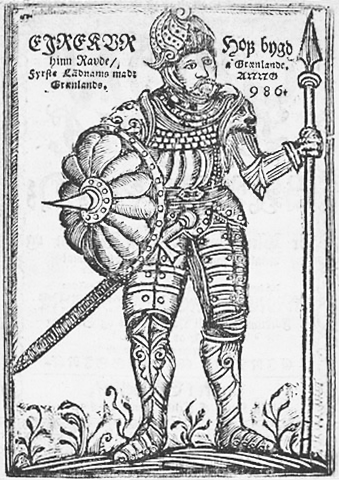
Erik el Rojo, en una publicación de 1688.

### Sagas de familia
| - Saga de Bandamanna - Saga de Bárðar Snæfellsáss - Saga de Njál - Saga de Droplaugarsona - Saga de Erik el Rojo - Saga Eyrbyggja - Saga Færeyinga - Saga de Finnboga ramma - Saga de Fljótsdæla - Saga Flóamanna | - Saga Grœnlendinga - Saga Gull-Þóris - Saga de Gunnar Keldugnúpsfífls - Saga de Hávarðar Ísfirðings - Saga Heiðarvíga - Saga de Hrafnkell - Saga de Hrana hrings - Saga de Hænsna-Þóris - Saga Kjalnesinga - Saga de Króka-Refs - Saga de Laxdœla | - Saga Ljósvetninga (tres versiones) - Saga de Örvar-Oddr - Saga de Reykdæla ok Víga-Skútu - Saga de Svarfdæla - Saga de Valla-Ljóts - Saga Vatnsdœla - Saga de Víga-Glúms - Saga Vápnfirðinga - Saga Þorsteins hvíta - Þorsteins saga Síðu-Hallssonar - Saga Þórðar hreðu |

### Sagas de proscritos

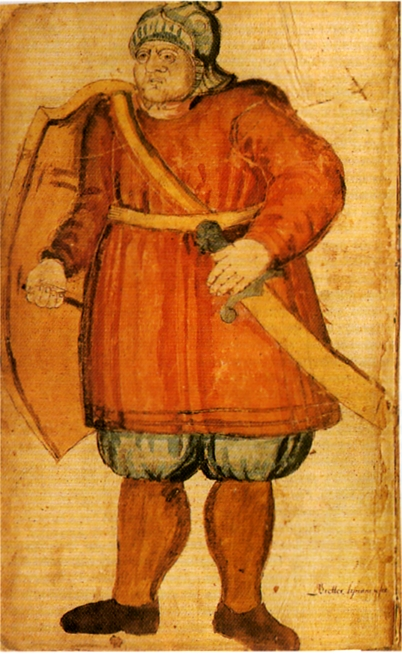
Grettir se dispone a pelear en esta ilustración de un manuscrito islandés, del.

- Saga de Grettir
- Saga de Gísla Súrssonar
- Saga Harðar ok Hólmverja

### Sagas de los poetas
- Saga de Kormák

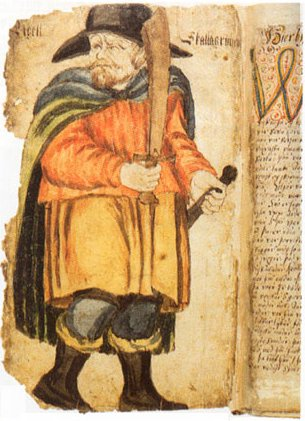
Egil, el protagonista de la Saga de Egil Skallagrímson.

- Hallfreðar saga  (dos versiones, una es un þáttr)
- Saga de Bjarnar Hítdœlakappa
- Saga de Gunnlaugs ormstungu
- Saga de Egil Skallagrímson
- Saga de los Fóstbrœðra
- Saga de Víglundar